# Église Saint-Bonnet de Bourges
Pour les articles homonymes, voir Église Saint-Bonnet.
L'église Saint-Bonnet est une église catholique située sur la commune de Bourges,  dans le département du Cher, en France.

## Localisation
L'église est située à la limite des marais, dans la partie nord de la ville et à distance de la ville médiévale mais en deçà de la rivière Yvrette, qui limite la ville au nord.

## Historique

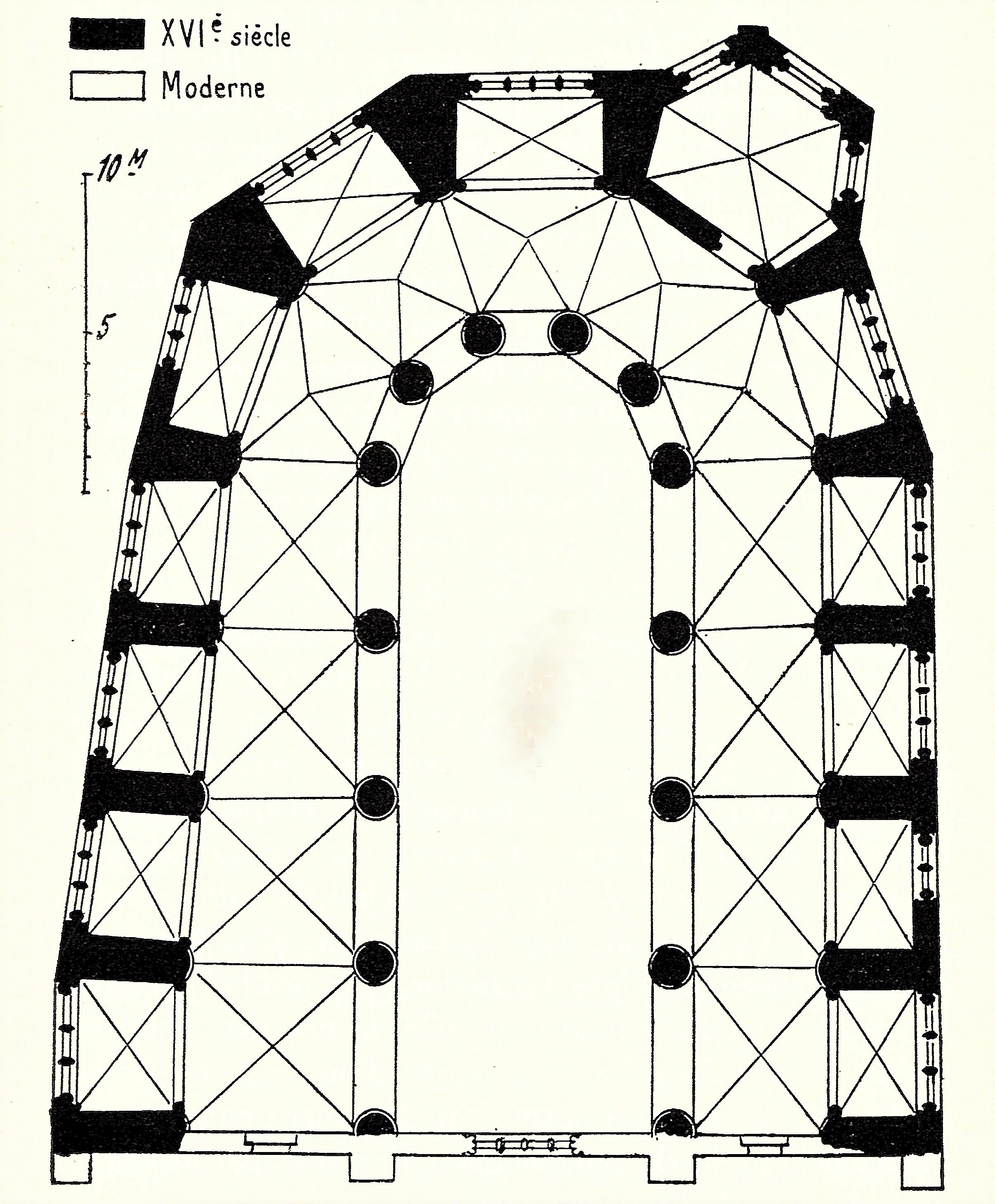
Vue en plan de l'église
(Congrès archéologique de France. Bourges. 1931)

Construite au XIIIe siècle en dehors des remparts par les religieuses de l'Abbaye Saint Laurent, immédiatement à côté, en lisière des marais, l'église est partiellement détruite par le Grand incendie de Bourges dit de la Madeleine de juillet 1487 et reconstruite par le maître maçon François Laboureau sur les plans de Guillaume Pelvoysin en 1516, mais avec des moyens limités et donc consacrée en 1539 par l'évêque d'Hébron, Pierre Ravelly, sans son clocher mais avec des vitraux de Jean Lecuyer. 
La construction des chapelles n'a pu être terminée que grâce à la générosité des particuliers :
- la seconde chapelle, au sud, dite de Saint-Jean-l'Évangéliste, est construite en 1532, par Jean Chaumeau ;
- la première chapelle de Saint-Antoine-de-Padoue, est achevée en 1534, par Jean Ragueau ;
- la troisième chapelle de Saint-Claude, en 1544, par Laurence Fauconnier, veuve de Jean Ragueau ;
- la quatrième chapelle, au nord, dite de Saint-Roch, en 1546, par François Marchandon ;
- la seconde chapelle dite de Saint-Aubin puis de Sainte-Anne, en 1551, par Claude Fauconnier, frère de Laurence ;
- la troisième chapelle dite de Sainte-Catherine, puis Saint-Fiacre, en 1551, par les Lallemant ;
- la première chapelle, dédiée à saint Jean-Baptiste puis Notre-Dame de La Salette, en 1628, par le peintre Jean Boucher ;
- la chapelle Saint-François, en 1740, par François Cousin.

Un plafond avec solives et hourdage est mis en place dans la nef au XVIIIe siècle.
En 1631, sa façade est détruite par une tornade et reconstruite dans le style néo-grec de l'époque. 
En 1806, c'est le clocher qui s'effondre partiellement et qu'on juge plus prudent de démolir. Une nouvelle tour est construite en bois contre la façade mais qui est de nouveau abattue en 1898. Les deux dernières travées de la nef et les chapelles Aignan Rousseau, des Trépassés et de Saint-François sont démolies en même temps. Les travaux de restauration n'ont été terminés qu'en  1913. 
Le peintre Jean Boucher y est inhumé en 1632.

## Protection
L'édifice est classé au titre des monuments historiques en 1910.

## Vitraux
Six chapelles latérales conservent des vitraux anciens :
- Baie 2 : Vie de saint Claude. Réalisé en 1544 par Jean Lecuyer, offert par Laurence Fauconnier;
- Baie 3 : Instruments de la Passion, XVIe siècle.
- Baie 4 : Épisodes de la vie de saint Jean l'Évangéliste. Réalisé probablement par Jean Lecuyer, don de la famille Chaumeau, vers 1533.
- Baie 5 : Vitraux de l'ancienne église remontés et complétés au XVIe siècle. Membres de la famille Lallemant, vers 1480 et vers 1550.
- Baie 6 : don de Jeanne Ragueau, veuve de Denis Yon. Représentation de saint Denis présentant Denis Yon, de saint Jean-Baptiste présentant Jeanne Ragueau, et de saint Antoine présentant leur fils Antoine, vers 1533
- Baie 7 : Résurrection du Christ. Réalisé en 1551 par Jean Lecuyer, don de Claude Fauconnier.
- Baie 9 : Vitrail de Jeanne d'Arc. Réalisé en 1934 par Paul Louzier.